# Obninskoje
Obninskoje (ros. Обнинское) – stacja kolejowa w miejscowości Obninsk, w obwodzie kałuskim, w Rosji. Położona jest na linii Moskwa – Briańsk – Kijów.

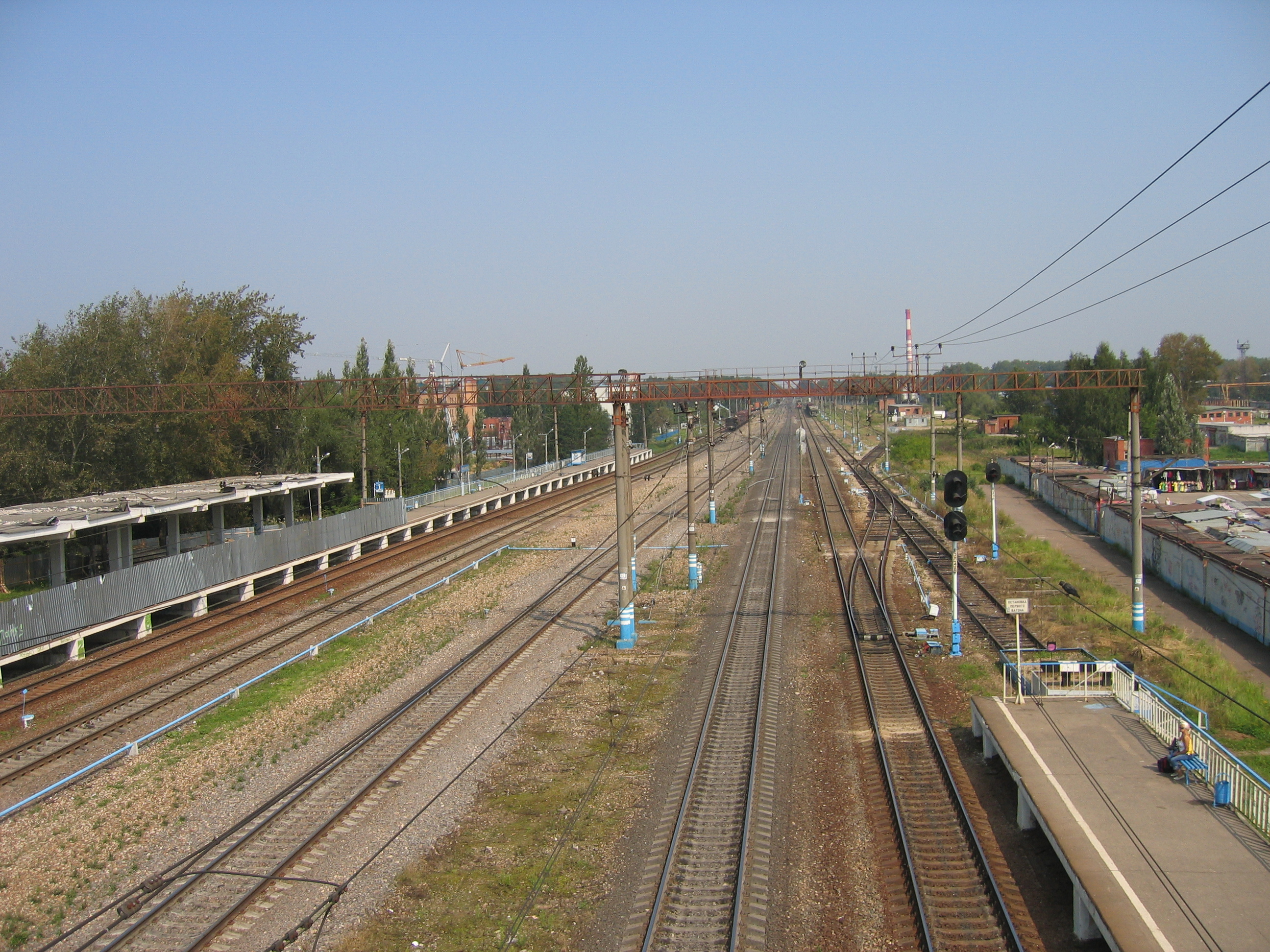
widok w stronę Moskwy